# Samathá
Samathá (též meditace klidu, šamatá) je způsob meditace vedoucí k rozvoji klidu a soustředění. Jedná se o způsob kultivace sammá samádhi, tedy pravého soustředění, jedné z částí Ušlechtilé osmidílné stezky. Meditující se snaží s myslí spočinout u jediného meditačního předmětu. Praktikování meditace samathá může meditujícího dovést až ke džháně, hlubokému a vysoce soustředěnému pohroužení. Ekvivalent meditace samathá lze nalézt i v jiných náboženských tradicích. Jedná se o meditační techniky, jejichž předmětem je dech, mantra, část písma, náboženský obraz, imaginace, smrt, tělo nebo třeba kámen. Na rozdíl od meditace vipassaná tak není samathá striktně buddhistickou meditací.
Během meditace samathá meditující spočívá u předmětu nebo myšlenky a v případě, že se mu mysl odkloní k jinému fenoménu, zastaví ji a vrátí zpět k původnímu meditačnímu předmětu. Doba, po kterou je mysl schopna u meditačního předmětu setrvat, se tréninkem prodlužuje a roste i klid mysli. Jako meditační předmět tradičně slouží jeden z 40 předmětů vyjmenovaných Buddhou, nejčastěji sledování dechu nebo barevných terčů (disků o rozměru většího talíře) tzv. kasin.
Meditace samathá je kromě theravádové tradice hojně využívaná také v buddhismu tibetském a v Buddhismu Čisté země.